# Audiotree from Nothing
Audiotree from Nothing è il quarto EP del gruppo musicale danese Vola, pubblicato il 12 maggio 2024 dalla Audiotree Music.

## Descrizione
Contiene tre brani eseguiti dal vivo nel 2023 per conto dell'etichetta statunitense Audiotree presso il loro studio di Chicago. Tra questi vi è anche Paper Wolf, pubblicato poche settimane prima.

## Tracce
Testi e musiche di Vola.
1. Paper Wolf – 4:46
2. 24 Light-Years – 5:20
3. Head Mounted Sideways – 5:38

## Formazione
- Asger Mygind – voce, chitarra
- Nicolai Mogensen – basso, voce
- Martin Werner – tastiera
- Adam Janzi – batteria